# NGC 5199
NGC 5199 (другие обозначения — UGC 8504, MCG 6-30-24, ZWG 190.16, NPM1G +35.0274, PGC 47492) — линзообразная галактика (S0) в созвездии Гончие Псы.
Этот объект входит в число перечисленных в оригинальной редакции «Нового общего каталога».